# NGC 5754
NGC 5754 (również PGC 52686 lub UGC 9505) – galaktyka spiralna z poprzeczką znajdująca się w gwiazdozbiorze Wolarza. Została odkryta 16 maja 1787 roku przez Williama Herschela. Galaktyka ta jest oddalona o około 209 milionów lat świetlnych od Ziemi.

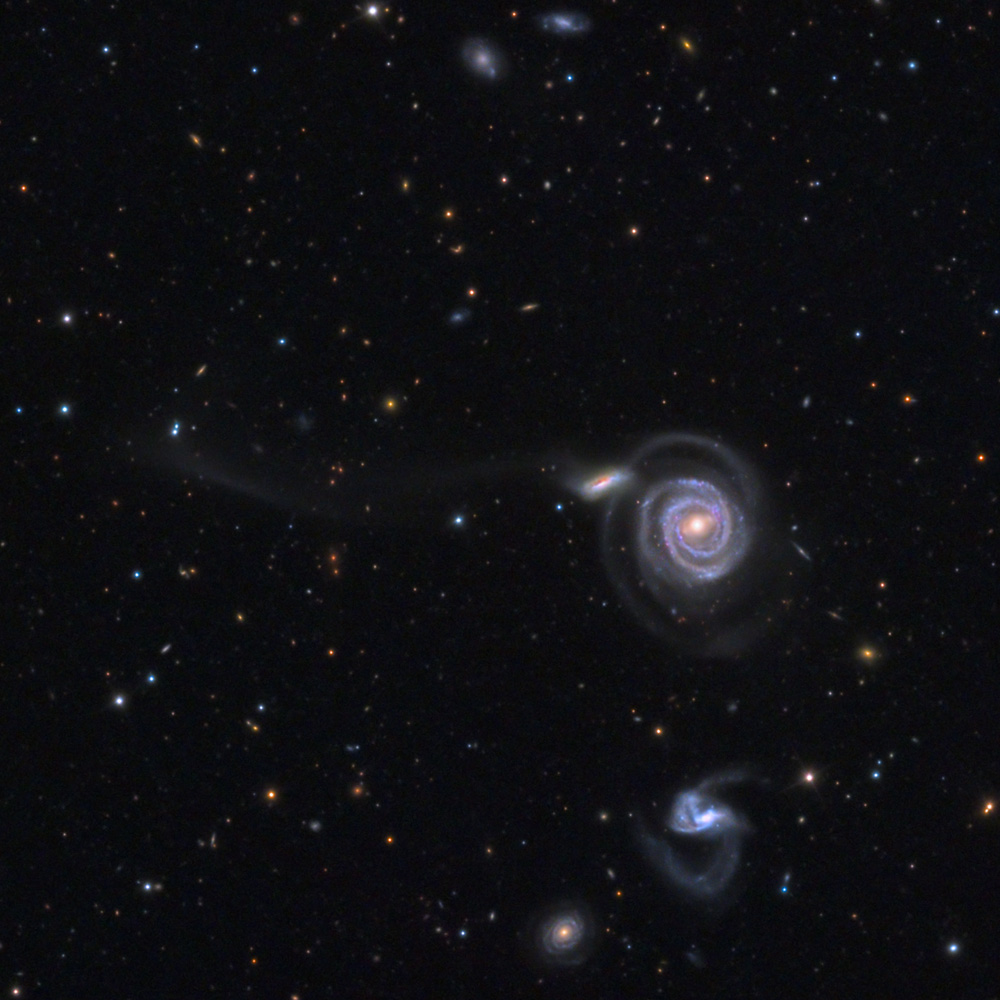
Arp 297. Na prawo od centrum – NGC 5752 i NGC 5754, na dole NGC 5753 i NGC 5755 (Mount Lemmon SkyCenter)

Wraz z galaktykami NGC 5752, NGC 5753 i NGC 5755 została skatalogowana jako Arp 297 w Atlasie Osobliwych Galaktyk. Jednak tylko jedna z nich, NGC 5752, znajduje się w zbliżonej odległości od Ziemi i oddziałuje z nią grawitacyjnie, o czym świadczą rozciągnięte ramiona NGC 5754 oraz „ogon” z gwiazd ciągnący się na zachód od tej pary.